# Квіткоріг польовий
Квіткоріг польовий, антоцерос польовий (Anthoceros agrestis) — вид антоцеротовидних рослин родини квіткорогових (Anthocerotaceae).

## Опис
Це дрібна рослина з численними лопатевидними виростами, які надають їй кучерявого вигляду. На препараті видно розеткоподібну світло-зелену слань діаметром 1 см, з ризоїдами з нижнього боку. Всі клітини талому на анатомічному препараті однакові; кожна має великий хлоропласт та піреноїд. Антеридії та архегонії занурені у тканину гаметофіта. При наявності води сперматозоїд, що утворився в антеридії, переноситься до архегонія і зливається з яйцеклітиною, у результаті чого утворюється зигота. Із зиготи розвивається тонкий стручкоподібний спорогон 1-2 см завдовжки, прикріплений до гаметофіта бульбоподібним присоском (гаусторією). Зовні спорогон вкритий епідермісом з продихами, що мають замикаючі клітини. Під епідермісом розташовані клітини стінки спорогона, в яких є по два хлоропласти. У центрі видно колонку, навколо якої розташований спорангій зі спорами та елатерами. Спорогон розкривається зверху вниз двома поздовжніми стулками.